# فايوليت ماركهام
فايوليت روزا ماركهام (أكتوبر 1872 - 2 فبراير 1959) كانت كاتبة، ومصلحة اجتماعية، ومعارضة لحقوق النساء في التصويت، ومسؤولة إدارية. نشأت قرب تشيسترفيلد في ديربيشير. شاركت بنشاط في الأعمال المجتمعية والرعاية الاجتماعية، وشغلت العديد من المناصب العامة، بما فيها تلك في الإدارة التعليمية وجهات المساعدة الاجتماعية وتخفيف الفقر. رغم معارضتها لحقوق النساء في التصويت، ترشحت لمنصب مرشحة لحزب الليبراليين في انتخابات العام 1918، دون نجاح، وبعد ذلك شغلت منصب عضوة في المجلس البلدي وأول امرأة تتولى منصب عمدة لتشيسترفيلد. نُشرت كتاباتها عن رحلاتها وسيرة ذاتية وغيرها خلال حياتها. تزوجت ماركهام جيمس كاروثرز في عام 1915؛ توفي في عام 1936.

## خلفيتها ونشأتها
كانت فيوليت ماركهام ابنة تشارلز باكستون ماركهام، المالك الجزئي لمناجم ماركهام الرابحة وشركة ماركهام وشركاه للهندسة في تشيسترفيلد. كانت والدتها ابنة السير جوزيف باكستون، مصمم قصر الكريستال، الذي كان قطعة مركزية في المعرض الكبير لعام 1851. عندما توفي صديق والدها المتوفي في عام 1901، ورثت فيوليت مبلغًا كافيًا لتعيش حياة مستقلة وتكرس ثروتها للقضايا التي دعمتها، بالإضافة إلى شراء منزلها الخاص في لندن.

## السياسة والنشاط

### العمل المجتمعي
كان للتعليم الأولوية ضمن اهتماماتها. كانت ماركهام عضوة في سلطة التعليم في تشيسترفيلد بين عامي 1899 و1934، وفي عام 1902، كانت مؤسسة ورئيسة لجمعية تشيسترفيلد للتوطين، وهي مؤسسة تعليمية للمجتمع المحلي استمرت حتى عام 1958. أثناء سفرها إلى جنوب أفريقيا في صيف عام 1899، التقت ماركهام بالسيدة إدوارد سيسيل. أصبحتا صديقتين حميميتين، وسويًا أسستا لجمعية فيكتوريا في عام 1901.
لاحقًا، انخرطت في الخدمة العامة في قطاعات مختلفة. عند اندلاع الحرب العالمية الأولى، أصبحت عضوة في اللجنة التنفيذية لصندوق الإغاثة الوطني، الذي أُنشئ لتخفيف المحنة الناجمة عن الحرب. قدّم الصندوق المساعدة لأسر مقدمي الخدمات والمعتمدين، وكذلك للمدنيين. تركت تجربة هذه المنظمة لديها اهتمامًا مدى الحياة بتقليل آثار الفقر والبطالة، خاصة فيما يتعلق بالنساء. في عام 1914، أصبحت عضوة ولاحقًا رئيسة للجنة التدريب والتوظيف للنساء، والتي في مدة 25 عامًا قامت بتدريب ما يقرب من 100,000 امرأة، بشكل رئيسي للخدمة المنزلية. في عام 1917، عينت نائبة مدير قسم النساء في جمعية الخدمة الوطنية، وكانت واحدة من أوائل الحاصلين على وسام رفقاء الشرف. في عام 1920، بدأت فترة طويلة كعضو في المحكمة الصناعية، وأصبحت عضوة في اللجنة الاستشارية للسيد المستشار لعدالة النساء.
في عام 1934، أصبحت عضوة في هيئة المساعدة في حالة البطالة، وأصبحت نائبة رئيسها في عام 1937، «ربما كانت أهم منصب إداري حتى ذلك الوقت وقع تحت سلطة امرأة» وفقًا لنعيها في صحيفة تايمز. عندما بدأت الحرب العالمية الثانية، كان من الحتمي أن تستدعى مواهبها. نظمت مخزن أغذية للمساعدة طوال الليل لفقراء جنوب لندن. كانت عضوة في محكمة الاستئناف لقوانين دفاع المملكة، وفي عام 1942، طُلب منها إعداد تقرير حول التهم اللاأخلاقية في الخدمات النسائية. في عام 1945، أعدت تقريرًا مع فلورنس هانكوك حول تنظيم ما بعد الحرب فيما يخص الخدمة المنزلية.

### السياسات الانتخابية
نشطت ماركهام أيضًا سياسيًا. في انتخابات عام 1918، كانت مرشحة الحزب الليبرالي الرسمية لمنطقة مانسفيلد في مقاطعة نوتينغهامشير.
انتخبت عضوة في مجلس بلدية تشيسترفيلد في عام 1924، وخدمت كأول امرأة تصبح عمدة لتشيسترفيلد في عام 1927. مرت 39 سنة قبل أن يكون لدى تشيسترفيلد عمدة أنثى.